# Écly (ruisseau)
Pour l’article homonyme, voir Écly.
L'Écly est un ruisseau du sud-ouest de la France, dans le département de la Charente (région Nouvelle-Aquitaine). C'est un affluent du Né, c'est-à-dire un sous-affluent de la Charente.

## Géographie
D'une longueur de 12,6 kilomètres, l'Écly prend sa source sur la commune de Plassac-Rouffiac à l'altitude 156 mètres, à la fontaine Boutet au bord d'un petit étang,.
Il coule globalement vers l'ouest.
Il conflue avec le Né en limite des communes de Ladiville et Péreuil, à l'altitude 49 mètres.

## Hydronymie
Les formes anciennes sont « in rivo qui dicitur l'Esclip », dans le premier quart du XIIIe siècle, ou le Clyp.

## Communes et cantons traversés

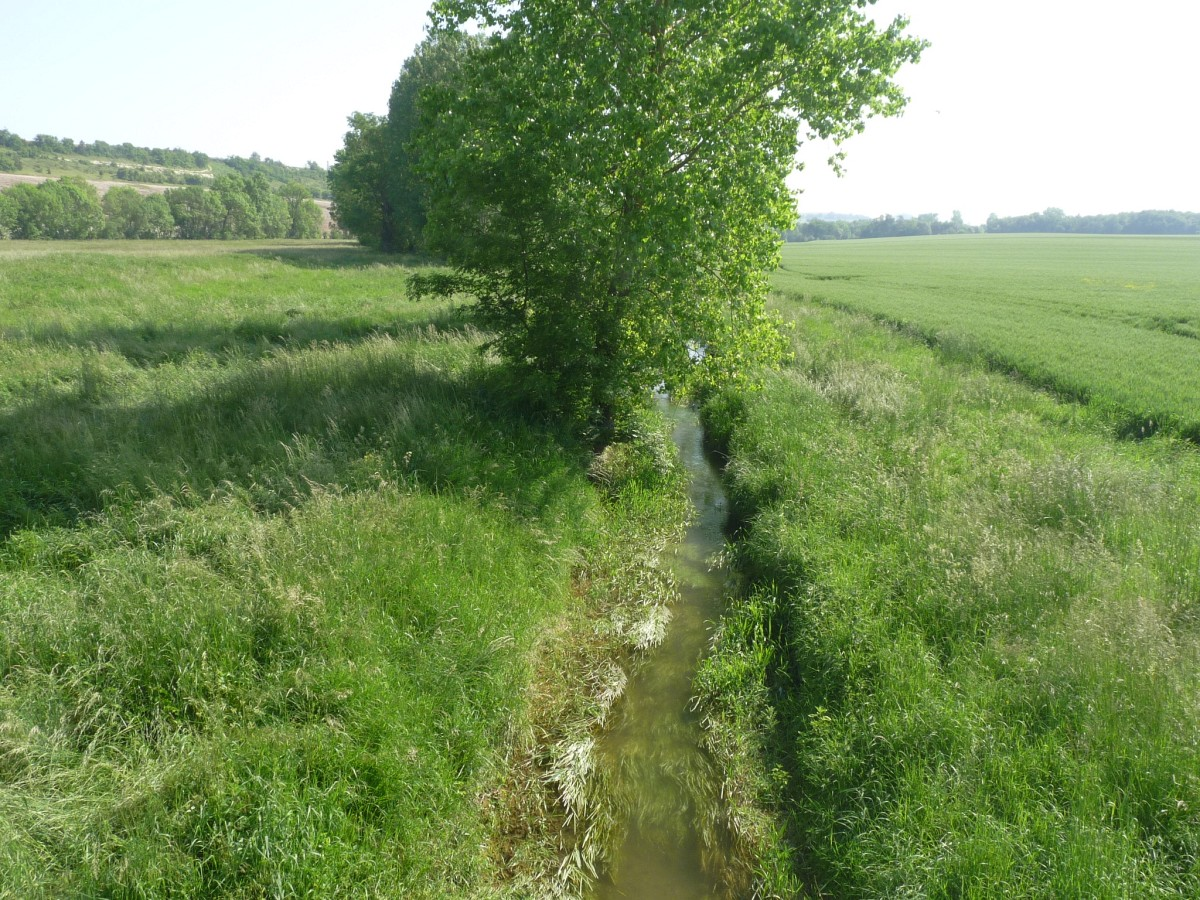
L'Écly entre Aubeville et Étriac, au pont sur la D.10 (vue vers l'amont)

Dans le seul département de la Charente, l'Écly traverse 9 communes, et 2 cantons :
- dans le sens amont vers aval : Plassac-Rouffiac (source), Bécheresse, Champagne-Vigny, Mainfonds, Étriac, Aubeville, Jurignac, Péreuil et Ladiville (confluence).

Soit en termes de cantons, l'Écly prend parcourt le canton de Blanzac-Porcheresse et conflue en limite du canton de Barbezieux-Saint-Hilaire.

## Affluents
La Maury a six petits affluents référencés.